# Championnats d'Europe de course d'orientation 2002
 (août 2017).
Si vous disposez d'ouvrages ou d'articles de référence ou si vous connaissez des sites web de qualité traitant du thème abordé ici, merci de compléter l'article en donnant les références utiles à sa vérifiabilité et en les liant à la section « Notes et références ».
Navigation
Édition précédente Édition suivante
Les championnats d'Europe de course d'orientation 2002, quatrième édition des championnats d'Europe de course d'orientation, ont lieu du 25 au 30 septembre 2002 à Sümeg, en Hongrie.

## Podiums
Femmes
| Épreuves                | Or                                                        | Argent                                                     | Bronze                                                       |
| ----------------------- | --------------------------------------------------------- | ---------------------------------------------------------- | ------------------------------------------------------------ |
| Femmes Sprint           | Suisse Vroni König-Salmi                                  | Norvège Elisabeth Ingvaldsen                               | Norvège Anne Margrethe Hausken                               |
| Femmes moyenne distance | Suède Gunilla Svärd                                       | Suisse Brigitte Wolf                                       | Norvège Birgitte Husebye                                     |
| Femmes Longue distance  | Suisse Simone Niggli-Luder                                | Norvège Hanne Staff                                        | Norvège Birgitte Husebye                                     |
| Femmes Relais           | Norvège Elisabeth Ingvaldsen Birgitte Husebye Hanne Staff | Suisse Brigitte Wolf Vroni König-Salmi Simone Niggli-Luder | Lituanie Giedre Voveriene Vilma Rudzenskaite Ieva Sargautyte |

Hommes
| Épreuves                | Or                                            | Argent                                             | Bronze                                              |
| ----------------------- | --------------------------------------------- | -------------------------------------------------- | --------------------------------------------------- |
| Hommes Sprint           | Suède Emil Wingstedt                          | Suède Håkan Petersson                              | Ukraine Yuri Omeltchenko                            |
| Hommes moyenne distance | Russie Michael Mamleev                        | Ukraine Yuri Omeltchenko                           | Royaume-Uni Jamie Stevenson                         |
| Hommes Longue distance  | Suisse Thomas Bührer                          | Norvège Bjørnar Valstad                            | Suède Emil Wingstedt                                |
| Hommes Relais           | Finlande Jani Lakanen Pasi Ikonen Mats Haldin | Suède Johan Näsman Fredrik Löwegren Emil Wingstedt | Danemark Mikkel Lund René Rokkjær Carsten Jørgensen |

## Tableau des médailles
- Pays organisateur

| Rang  | Nation      | Or | Argent | Bronze | Total |
| ----- | ----------- | -- | ------ | ------ | ----- |
| 1     | Suisse      | 3  | 2      | 0      | 5     |
| 2     | Suède       | 2  | 3      | 0      | 5     |
| 3     | Norvège     | 1  | 4      | 2      | 7     |
| 4     | Finlande    | 1  | 0      | 0      | 1     |
| 4     | Russie      | 1  | 0      | 0      | 1     |
| 6     | Ukraine     | 0  | 1      | 1      | 2     |
| 7     | Royaume-Uni | 0  | 0      | 1      | 1     |
| 7     | Danemark    | 0  | 0      | 1      | 1     |
| 7     | Lituanie    | 0  | 0      | 1      | 1     |
| Total | Total       | 8  | 8      | 8      | 24    |